# Пол Гіммель
Пол Гіммель (1914 – 8 лютого 2009) був фотографом у сфері моди та документальної фотографії у Сполучених Штатах.
Гіммель був сином українських єврейських іммігрантів.
Гіммель і Лілліан Бассман, яка також була відомою фотографом у сфері моди, одружилися у 1935 році, мали двох дітей і були одружені понад 73 роки, коли Гіммель помер у 2009 році. Бассман померла через три роки у 2012 році.